# Этносоциология
Э̀тносоциоло́гия (этническая социология) — дисциплина в российской социологии, изучающая социальные процессы и явления в разных этнических средах и этнические процессы в социальных группах. Исследует трансформации общества от простейших этнических групп до комплексных современных социальных систем. В западной социологии это направление чаще называется социологией расовых и этнических отношений (этносоциология).
Этническая социология — часть социологии, одно из её направлений (как и социология семьи, сельская социология и т. д.). Предметом этносоциологии является изучение социальных аспектов развития и функционирования этнических групп, их идентичности, интересов и форм самоорганизации, закономерностей их коллективного поведения, взаимодействий этнических групп, взаимосвязей личности, включенной в эти группы, и социальной среды.

### Основные понятия этносоциологии
Основными понятиями этносоциологии являются этнос, народ, нация, гражданское общество, глобальное общество.
Некоторые темы, разрабатываемые этносоциологами:
- влияние этнических факторов на социальную структуру и миграцию населения;
- использование и рациональное распределение трудовых ресурсов с учетом их этнической принадлежности;
- социальная детерминированность этнического самосознания, межэтнических отношений;
- межэтнические конфликты;
- этнические особенности ценностных ориентаций, стереотипов поведения, культурных интересов и потребностей в социальных группах;
- этноязыковые процессы, в том числе билингвизм[6].